# Andronikos Dukas (General unter Leo VI.)
Andronikos Dukas (mittelgriechisch Ανδρόνικος Δούκας; * um 855; † nach 907 in Bagdad) war ein byzantinischer Patrikios, Feldherr und Rebell gegen Kaiser Leo VI.

## Leben
Andronikos Dukas ist der erste Vertreter der späteren Kaiserdynastie der Dukai, über dessen Lebenslauf Genaueres bekannt ist. Den arabischen Quellen zufolge war er vor seiner Revolte Oberbefehlshaber der Armee Kaiser Leos VI., dürfte also als Domestikos der Scholen amtiert haben. Im Spätherbst 904 war er als Heerführer zusammen mit dem Hypostrategos des Anatolikon, Eustathios Argyros, an einem siegreichen Feldzug gegen das arabische Germanikeia beteiligt.
Wahrscheinlich im Sommer 906 (die Chronologie ist unsicher) widersetzte sich Andronikos, verleitet durch eine Intrige des Parakoimomenos Samonas, dem Befehl des Kaisers, an einer Flottenexpedition unter dem Kommando des Himerios gegen die Araber teilzunehmen. Als dieser dennoch einen glänzenden Sieg erfocht, floh Andronikos mit seinem Gefolge nach Osten, verschanzte sich sechs Monate lang in der Festung Kabala, heute Gevele Kalesi, bei Ikonion und richtete ein Hilfegesuch an den Kalifen al-Muktafi. Der Kaiser versuchte, ihn durch mehrere Chrysobullen zur Rückkehr zu bewegen; als dies nicht fruchtete, sandte er den General Gregoras Iberitzes aus, um den Renegaten festzunehmen und nach Konstantinopel zu bringen. Der Patriarch Nikolaus Mystikos, der Andronikos im Zusammenhang mit dem Tetragamiestreit angeblich in einem Brief zur Rebellion angestachelt und ihm die Kaiserkrone in Aussicht gestellt hatte, wurde am 1. Februar 907 seines Amtes enthoben. Andronikos gelang es mit Unterstützung des arabischen Statthalters von Tarsos, Rustam, die Truppen des Iberitzes zurückzuschlagen. Danach fand er Zuflucht beim Kalifen in Bagdad, der ihn ehrenvoll aufnahm. Angeblich trat Andronikos auch (gezwungenermaßen) zum Islam über, starb aber bald darauf.
Andronikos’ Sohn Konstantin Dukas konnte entkommen. Er unternahm 913 seinerseits einen Usurpationsversuch gegen den jungen Kaiser Konstantin VII.